# アン・チャイルド・セガン
アン・チャイルド・セガン（Ann(e) Childe Seguin、1811年4月20日 - 1888年8月）は、イギリスとアメリカの双方で活躍したオペラ歌手で、アメリカのセガン一座の一員であった。彼女の代表作といえば主役を演じた『ボヘミアン・ガール』であろう。

## 生涯
1811年4月20日、画家のジェームス・ウォーレン・チャイルドとアン（旧姓：バンフィールド）の娘としてロンドンに生まれる。のちに教鞭を執ることになるロンドンの王立音楽院で未来の夫と出会った。彼女の声域はソプラノ、彼の声域はバスであった。1830年にはバーギッシュ卿作の同名オペラで主役のキャサリン役を演じている。未来の夫となるアーサー・セガン（1809年 - 1852年）はイスマエル役として彼女の後ろで唄ったという。彼女がウェストミンスター寺院フェスティバルにおいて歌唱したのと同じ年の1834年に2人は結婚した。翌1835年に上演された『フィデリオ』のマルセリーナ役がコヴェント・ガーデン地区における彼女の初舞台である。イングランドで上演されたドルリー・レーン版『ドン・ジョヴァンニ』のドンナ・アンナ役としても出演を果たしている。

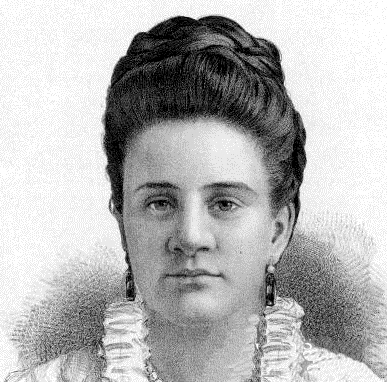
エングレービングを施されたアン・チャイルド・セガン

俳優のレスター・ウォラックの招待を受けた2人と彼らの3人の子供達はアメリカへ向かった。1839年、ニューヨーク市のナショナル劇場で上演された『セビリアの理髪師（Barber of Seville）』が彼女のアメリカにおけるデビュー作である。なお、この舞台には彼女の他に夫のアーサー、ソプラノのジェーン・シレフやスコットランド出身のテノールであるジョン・ウィルソンも出演している。セガン家は英語でオペラを上演する自身のカンパニーを設立した。一座は1839年から10年間、ドルリー・レーンにあるシアター・ロイヤルのW. H. レイサムとともにカナダのモントリオールとトロントを訪れている。そこで彼らは『夢遊病の女』、『秘密の結婚』や『泥棒かささぎ』などのオペラから抜粋したのを歌唱している。その中でも一躍彼女の名前を知らしめたのはマイケル・ウィリアム・バルフ作曲のバラッドオペラ『ボヘミアン・ガール』の主人公アーリーン役であろう。
カンパニー内におけるセガンの役目は本稽古を監督し、演者たちとの間の論争を解決することであった。彼女はまた多くの新作を企画した。カンパニーはアメリカで書かれた3つのオペラを含む数件のオペラのアメリカ初演を企画した。最初に上演されたアメリカのグランド・オペラである『レオノーラ（Leonora）』はアメリカ人作曲家ウィリアム・ヘンリー・フライがセガンにタイトルロールを演じてほしいとの願いから書いたものである。エドワード・"ネッド"・セガンとして有名な彼らの息子もまた歌手であった。彼はアンの教え子であるゼルダ・セガン・ウォーレスと結婚。1867年にウィリアムとゼルダは結婚し、1879年にウィリアムが没する前にエドワードという名の息子をもうけている。
セガンのオペラ一座は元々4〜6名の歌手で構成されていたのだが、観客が次第に英語ではなく原語でのオペラ上演を望むようになった1840年代後半になって流行らなくなっていった。
1852年、セガン一座はニューヨークのブロードウェイ劇場において一座として最後の公演を行った。結核により夫が没した後、セガンは再び音楽を教えるようになったのだが、オペラの公演には常に参加していた。1888年8月にニューヨークで没した。

## 栄誉
アン・チャイルド・セガンの評価が高いのはアメリカを母国とする最初のイギリス出身のオペラ歌手だったからである。彼女は自身のメモも残しており、それはアメリカ国内のオペラを紹介する上で重要な見識を与えてくれている。教え子のひとりで義理の娘がアルトのゼルダ・セガン・ウォーレスである。